# 개빈 로즈데일
개빈 로스데일(Gavin Rossdale, 1965년 10월 30일 ~ )는 잉글랜드의 음악가로, 록 밴드 부시의 보컬로 알려져 있다.

## 출연 영화
- 《리틀 블랙 북》 - 랜덤 역 (2004)
- 《콘스탄틴》 - 발사자르 역 (2005년)
- 《게임 오브 데어 라이브스》 - 단역 (2005)
- 《은행 터는 법》 - 조연 (2007)
- 《블링 링》 - 리키 역 (2013)

## 방송
- 더 보이스 UK 시즌 6 - 심사위원